# 波瑟林湖

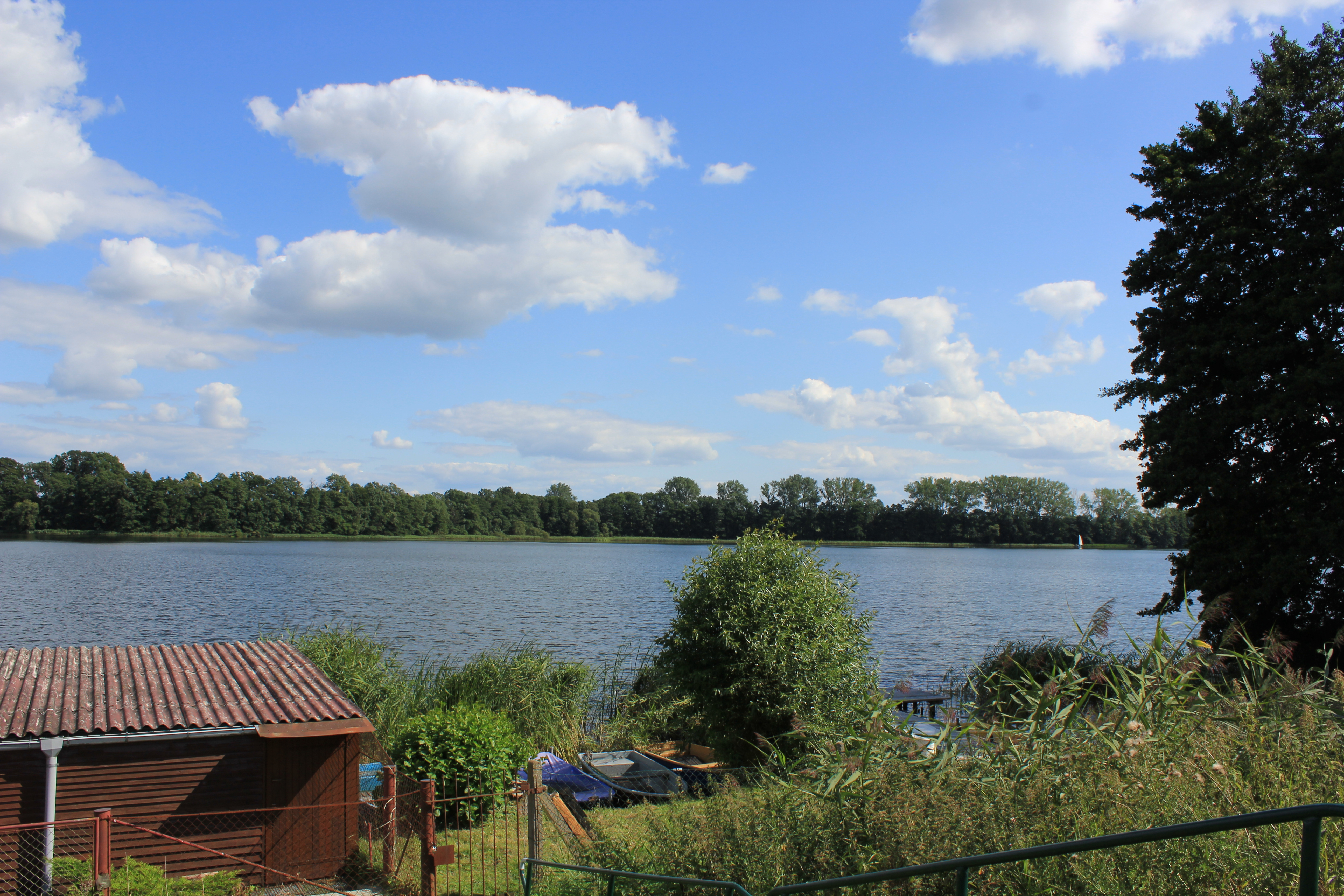

53°32′50.54″N 12°11′17.49″E / 53.5473722°N 12.1881917°E
波瑟林湖（德語：Poseriner See），是德國的湖泊，位於該國東北部梅克倫堡-前波美拉尼亞州，由路德維希斯盧斯特-帕爾希姆縣負責管轄，長1.1公里、寬0.6公里，面積0.43平方公里，海拔高度48米。